# Muhammad Taqi ad-Din al-Hilali
Muhammad Taqi ad-Din al-Hilali (arabisch محمد تقي الدين الهلالي, DMG Muḥammad Taqī ad-Dīn al-Hilālī; geb. 1893 in Rissani, Marokko; gest. 22. Juni 1987 in Casablanca, Marokko) war ein islamischer Religionsgelehrter. Bekannt geworden ist er für seine englischen Übersetzungen des Sahīh al-Buchārī und des Korans, den er zusammen mit Muhammad Muhsin Khan übertrug.

## Leben und Wirken
Muhammad al-Hilali wurde im marokkanischen Rissani in der Nähe von Sidschilmasa geboren. Sein Herkunftsname al-Hilali bezieht sich auf die Oasengruppe Tafilalet im südöstlichen Marokko. Nach einem Studium der islamischen Jurisprudenz an der Universität al-Qarawīyīn in Fès zog er 1922 nach Kairo, wo er sich nach einem kurzen Aufenthalt an der Azhar-Universität von Raschid Rida unterweisen ließ und unter seiner Aufsicht Artikel in der Zeitschrift al-Manar schrieb. 1926–1929 war er im Auftrag von Ibn Saud als Inspektor für das höhere Schulwesen in Medina tätig und lebte anschließend bis 1933 in Indien, wo er an der Hochschule in Lucknow gleichzeitig studierte und unterrichtete. Zu seinen dortigen Schülern gehörte Sayyid Abul Hasan Ali Nadwi. Er lebte dann im Irak und erwarb 1934 die irakische Staatsbürgerschaft.
1936 zog er nach Deutschland, wo er durch Vermittlung des libanesischen Emirs Shakib Arslan eine Stelle als Lektor für Arabisch an der Universität Bonn erhielt. Im April 1939 nahm er an der Universität zu Berlin ein Studium bei Richard Hartmann auf und promovierte 1941 über Die Einleitung zu Al-Birunis Steinbuch. Im Reichsrundfunk war er Sprecher arabischer Sendungen, zudem war er Leiter der kultischen Abteilung des Islamischen Zentral-Instituts zu Berlin.
Gegen Ende des Zweiten Weltkrieges verließ al-Hilali Deutschland und zog nach Französisch-Marokko. Im Laufe der marokkanischen Unabhängigkeitsbestrebungen verlegte er seinen Wohnsitz in den Irak, wo er an der Universität Bagdad unterrichtete. Nach dem irakischen Militärputsch von 1958 zog er in das inzwischen unabhängig gewordene Königreich Marokko und wurde 1959 Professor an der Mohammed-V.-Universität in Rabat. 1968/69 war er Professor an der Universität Medina und kehrte 1974 endgültig in sein Heimatland zurück, wo er bis zu seinem Tode lebte und 1987 in Casablanca starb.
Seine englische Koranübersetzung, die er zusammen mit Muhammad Muhsin Khan (* 1927) übertrug, ist im Englischen als Noble Quran bekannt. Sie enthält Kommentare von at-Tabarī, Ibn Kathīr, al-Qurtubī und aus dem Sahīh al-Buchārī. Sein Wirken wurde einerseits von islamischen Persönlichkeiten wie dem Algerier Abdelhamid Ben Badis gelobt. Der Noble Quran hat jedoch von Arabisten und Anglisten sprachliche und stilistische Kritik erfahren. Kritisiert wurde auch, dass extrem militante wahhabitische Interpretationen des Korans unkommentiert in die Übersetzung aufgenommen wurden. Unter den Kritikern findet sich der Direktor des Internationalen Übersetzungszentrums (King Fahd International Centre for Translation) an der König-Saud-Universität in Riad, A. Al-Muhandis.

## Werke (Auswahl)
- Die Einleitung zu Al-Birunis Steinbuch. Mit Erläuterungen übersetzt. Dissertation unter Aufsicht von Richard Hartmann und Hans Heinrich Schaeder. Mit einer Widmung an Herbert W. Duda. Leipzig, Harrassowitz Verlag 1941. Digitalisat
- Die Kasten in Arabien. Artikel, in: WI, 22 (1940), S. 102–110.